# Partido da Aliança Cristã
O Partido da Aliança Cristã é um partido político das Ilhas Salomão. Nas eleições gerais das Ilhas Salomão, em 2006, o partido recebeu 3 613 votos (1,9% do total) e não ganhou assentos no Parlamento nacional.
Esse partido não disputou as eleições gerais de 2014.